# Dormilon gris
Muscisaxicola griseus
Espèce
Statut de conservation UICN

 LC  : Préoccupation mineure
Le Dormilon gris (Muscisaxicola griseus) est une espèce de passereau placée dans la famille des Tyrannidae.

## Répartition
Cet oiseau peuple la puna.

## Habitat
Son habitat est les prairies en haute montagne, dans les régions tropicales et subtropicales.